# Natural Born Killers (саундтрек)
Natural Born Killers: A Soundtrack for an Oliver Stone Film — саундтрек к фильму Оливера Стоуна «Прирождённые убийцы», вышедший в 1994 году. Сборник был спродюсирован Трентом Резнором. Некоторые композиции были написаны специально для фильма, например, «Burn» — Nine Inch Nails.

## Список композиций
| №   | Название | Исполнитель                           | Длительность |
| --- | --- | ------------------------------------- | ------------ |
| 1.  | «Waiting For The Miracle» (Edit) | Леонард Коэн                          | 3:43         |
| 2.  | «Shitlist» | L7                                    | 2:48         |
| 3.  | «Moon Over Greene County» (Edit) | Dan Zanes                             | 2:19         |
| 4.  | «Rock N Roll Nigger» (Flood remix) | Патти Смит                            | 4:00         |
| 5.  | «Sweet Jane» (Edit) | Cowboy Junkies                        | 3:23         |
| 6.  | «You Belong To Me» | Боб Дилан                             | 3:09         |
| 7.  | «The Trembler» (Edit) | Duane Eddy                            | 1:10         |
| 8.  | «Burn» | Nine Inch Nails                       | 5:00         |
| 9.  | «Route 666» (featuring Robert Downey Jr.) | BB Tone Brian Berdan                  | 0:56         |
| 10. | «Totally Hot» (contains an edit of Remmy Ongala And Orchestre Super Matimila — «Kipenda Roho»)                                                                  |                                       | 0:47         |
| 11. | «Back In Baby’s Arms» | Patsy Cline                           | 2:04         |
| 12. | «Taboo» (Edit) | Питер Гэбриэл и Nusrat Fateh Ali Khan | 4:22         |
| 13. | «Sex Is Violent» (содержит отрывки композиций «Ted, Just Admit It...» Jane's Addiction и «I Put a Spell on You» в исполнении Диаманды Галас)                    | Jane's Addiction и Диаманда Галас     | 4:58         |
| 14. | «History (Repeats Itself)» (Edit) | A.O.S.                                | 2:21         |
| 15. | «Something I Can Never Have» (Edited And Extended) | Nine Inch Nails                       | 4:04         |
| 16. | «I Will Take You Home» | Рассел Минс                           | 2:18         |
| 17. | «Drums A Go-Go» (Edit) | The Hollywood Persuaders              | 1:10         |
| 18. | «Hungry Ants» (содержит отрывки композиций Барри Адамсона «Checkpoint Charlie» и «Violation Of Expectation»)                                                    |                                       | 3:12         |
| 19. | «The Day The Niggaz Took Over» | Dr. Dre                               | 4:33         |
| 20. | «Born Bad» | Джульетт Льюис                        | 0:42         |
| 21. | «Fall Of The Rebel Angels» (Edit) | Sergio Cervetti                       | 1:21         |
| 22. | «Forkboy» | Lard                                  | 3:54         |
| 23. | «Batonga In Batongaville» (содержит отрывок из симфонической картины «Иванова ночь на Лысой горе» Мусоргского в исполнении Филармонического оркестра Будапешта) |                                       | 1:04         |
| 24. | «A Warm Place» | Nine Inch Nails                       | 2:58         |
| 25. | «Allah, Mohammed, Char, Yaar» (содержит отрывки из композиций «Allah, Mohammed, Char, Yaar» Нусрата Фатеха Али Хана и «Judgement Day» Диаманды Галас)           |                                       | 1:08         |
| 26. | «The Future» | Леонард Коэн                          | 3:49         |
| 27. | «What Would U Do?» | Tha Dogg Pound                        | 4:12         |

- Также включает «Bombtrack» и «Take The Power Back» от Rage Against The Machine

## Награды
- Назван третьим лучшим сборником 1994 года (New Musical Express; 24 декабря 1994)
- Назван одним из «90 лучших альбомов 1990-х» (Q magazine; 1 декабря 1999)
- Назван одним из «50 тяжелейших альбомов всех времён» (Q magazine; 1 июля 2001)

## Позиции в чартах
| Чарт (1994)                    | Высшая позиция |
| ------------------------------ | -------------- |
| Australian ARIA Albums Chart   | 14             |
| New Zealand RIANZ Albums Chart | 14             |
| US Billboard 200               | 19             |